# Lotta libera ai Giochi della XVIII Olimpiade - Pesi massimi
La competizione della categoria pesi massimi (oltre 97 kg) di lotta libera dei Giochi della XVIII Olimpiade si è svolta dall'11 al 14 ottobre 1964 alla Arena Nippon Budokan a Tokyo.

## Formato
Ad ogni incontro venivano assegnate le seguenti penalità:
- 0 = Al vincitore per schienata
- 1 = Al vincitore ai punti
- 2 = In caso di pareggio
- 3 = Allo sconfitto ai punti
- 4 = Allo sconfitto per schienata

Con sei penalità o più il lottatore veniva eliminato.

## Risultati
| Legenda                                  | Legenda |
| ---------------------------------------- | ------- |
| Lottatore con 6 penalità o più Eliminato |         |

### 1º Turno
Si è disputato il 11 ottobre
| Vincitore           | Pen. | Risultato  | Sconfitto           | Pen. |
| ------------------- | ---- | ---------- | ------------------- | ---- |
| Hamit Kaplan        | 1    | Ai Punti   | Arne Robertsson     | 3    |
| Larry Kristoff      | 1    | Ai Punti   | Wilfried Dietrich   | 3    |
| Aleksandr Ivanickij | 0    | Schienata  | Tserendonoin Sanjaa | 4    |
| Lyutvi Akhmedov     | 1    | Ai Punti   | János Reznák        | 3    |
| Bohumil Kubát       | 2    | = Parità = | Ştefan Stîngu       | 2    |
| Ganpat Andhalkar    | 1    | Ai Punti   | Denis McNamara      | 3    |
| Masanori Saito      | 0    | Esentato   |                     |      |

### 2º Turno
Si è disputato il 12 ottobre
| Vincitore           | Pen. | Risultato  | Sconfitto           | Pen. |
| ------------------- | ---- | ---------- | ------------------- | ---- |
| Masanori Saito      | 2    | = Parità = | Arne Robertsson     | 5    |
| Hamit Kaplan        | 3    | = Parità = | Wilfried Dietrich   | 5    |
| Aleksandr Ivanickij | 1    | Ai Punti   | Larry Kristoff      | 4    |
| János Reznák        | 3    | Schienata  | Tserendonoin Sanjaa | 8    |
| Lyutvi Akhmedov     | 2    | Ai Punti   | Bohumil Kubát       | 5    |
| Ştefan Stîngu       | 2    | Schienata  | Ganpat Andhalkar    | 5    |
| Denis McNamara      | 3    | Esentato   |                     |      |

### 3º Turno
Si è disputato il 13 ottobre
| Vincitore           | Pen. | Risultato  | Sconfitto        | Pen. |
| ------------------- | ---- | ---------- | ---------------- | ---- |
| Denis McNamara      | 3    | Schienata  | Masanori Saito   | 6    |
| Wilfried Dietrich   | 6    | Ai Punti   | Arne Robertsson  | 8    |
| Hamit Kaplan        | 5    | = Parità = | Larry Kristoff   | 6    |
| Aleksandr Ivanickij | 1    | Schienata  | János Reznák     | 7    |
| Lyutvi Akhmedov     | 3    | Ai Punti   | Ştefan Stîngu    | 5    |
| Bohumil Kubát       | 5    | Schienata  | Ganpat Andhalkar | 9    |

### 4º Turno
Si è disputato il 14 ottobre
| Vincitore           | Pen. | Risultato  | Sconfitto      | Pen. |
| ------------------- | ---- | ---------- | -------------- | ---- |
| Lyutvi Akhmedov     | 3    | Schienata  | Denis McNamara | 7    |
| Hamit Kaplan        | 7    | = Parità = | Bohumil Kubát  | 7    |
| Aleksandr Ivanickij | 2    | Ai Punti   | Ştefan Stîngu  | 8    |

### Turno finale
| Vincitore           | Pen. | Risultato  | Sconfitto       | Pen. |
| ------------------- | ---- | ---------- | --------------- | ---- |
| Bohumil Kubát       |      | Abbandono  | Denis McNamara  |      |
| Hamit Kaplan        |      | Schienata  | Denis McNamara  |      |
| Aleksandr Ivanickij |      | = Parità = | Lyutvi Akhmedov |      |

## Classifica finale
| Pos.    | Atleta              | Nazione          |
| ------- | ------------------- | ---------------- |
| Oro     | Aleksandr Ivanickij | Unione Sovietica |
| Argento | Lyutvi Akhmedov     | Bulgaria         |
| Bronzo  | Hamit Kaplan        | Turchia          |
| 4       | Bohumil Kubát       | Cecoslovacchia   |
| 5       | Denis McNamara      | Gran Bretagna    |
| 6       | Ştefan Stîngu       | Romania          |
| 7       | Wilfried Dietrich   | Germania         |
| 7       | Masanori Saito      | Giappone         |
| 7       | Larry Kristoff      | Stati Uniti      |
| 10      | János Reznák        | Ungheria         |
| 11      | Arne Robertsson     | Svezia           |
| 12      | Ganpat Andhalkar    | India            |
| 13      | Tserendonoin Sanjaa | Mongolia         |